# 福井勇

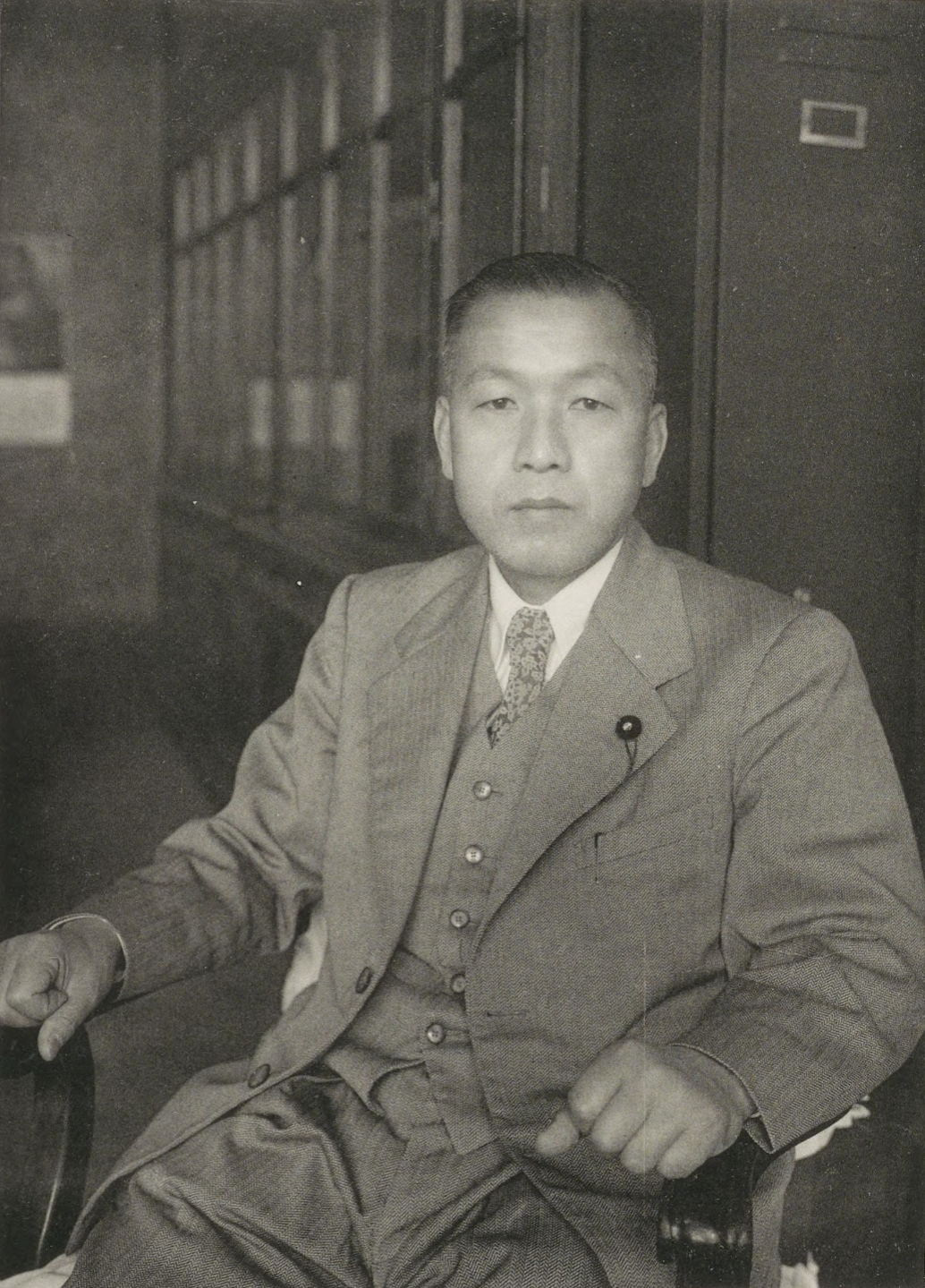
1953年

福井 勇（ふくい いさむ、1903年5月20日 - 2006年8月14日）は、日本の昭和期の政治家。自由民主党所属の衆議院議員（6期）、参議院議員（1期）。

## 経歴
愛知県蒲郡市出身。浜松高等工業学校（現静岡大学工学部）を卒業後、商工省に入省。官僚生活を経て1947年の第23回衆議院議員総選挙に旧愛知5区から日本自由党公認で出馬したが落選。1949年の第24回衆議院議員総選挙に民主自由党公認で出馬し初当選した。保守合同後は自民党に所属し、通算当選6回。文部・運輸政務次官などを歴任した。1973年秋の叙勲で勲二等旭日重光章受章。1975年からは参議院議員を1期務めた。政界引退後、1978年3月に「蒲郡市名誉市民第1号」に選ばれた。
2006年8月14日、肺炎のため神奈川県鎌倉市の病院で死去、103歳。死没日をもって正六位から正四位に昇叙された。

## 原子力行政
2011年9月、山崎正勝の調査により、1954年2月に駒形作次工業技術院院長と共同で「日本に於ける原子核及び原子力研究の施設及び研究者について」なる秘密文書を作成し在日アメリカ大使館を通じてアメリカ合衆国国務省に送付していたことが判明（アメリカ国立公文書記録管理局の機密指定解除書類から発見された）。同文書で素粒子学者の坂田昌一、武谷三男、中村誠太郎、公明党国会議員でもあった伏見康治、民主主義科学者協会を「保守政府の下での原子力研究に反対する極左」と名指ししている。